# الجبل الأبيض (خيبر)
الجبل الابيض أو الرأس الأبيض كما يسميه أهله،   هو إحدى الفوهات البركانية بين منطقة حايل ومنطقة المدينه المنورة يقع بحرة بني رشيد، بالمملكة العربية السعودية، والجبل الابيض يسمى ( الرأس الأبيض ) وتسميه العامة مع جبل البيضاء
( أبيض وأبيّض ) بتشديد الياء في الثانية. ويعتبر الجبل الأبيض مبدأ لوادي الرمة إذ ذكر العبودي حينما تحدث عن بداية
وادي الرمة بأن سيله يبتدئ من الرأس الأبيض وهو جبل مرتفع يبلغ ارتفاعه حوالي ( 2092 م ) أبيض اللون، يقع إلى الشرق من مركز الثمد تجري بعض
سيوله إلى الغرب فتصل إلى خيبر فالغور غربا حتى تختلط مع مياه أودية أخرى فتصب في البحر الأحمر ، وبعضها إلى الشرق، وهي أول مياه وادي
الرمة ثم تتجه إلى الحائط والحويط التي تبعد عن الرأس الأبيض ( 50 ) كيلا، وهذه المياه التي تذهب مشرقة من هذا الجبل يسميها أهل تلك الناحية
( وادي الرمث ) حتى تصل إلى الحائط فيبدأ تسميتها ( أعالي وادي الرمة ) .قال عاتق البلادي : الجبل الأبيض : جبل ضخم يرى شرق الثمد على مسافة
( 70 ) كيلا تقريبا . وقال الجاسر : ( الأبيض : سلسلة من جبال حرة خيبر، في وسطها، شرق مدينة خيبر ، هي أبرز قمم الحرة، وتدعى جبال الأبيض أيضا .
أما ابن خميس في كتابه معجم جبال الجزيرة فلم يفعل شيئا سوى أنه نقل كلام الجاسر الآنف الذكر . وقال عبد الله بن صالح العقيل : ( الجبل الأبيض : وهو الذي يبدأ منه مصب وادي الرمة ، وهو بدايته الأصلية من السفح الشرقي لهذا الجبل، وهذا الجبل يمثل قمة حرة خيبر ، وهو أعلى جبل في نجد ، يقع على بعد حوالي ( 56 ) كيلا جنوب غربي الحائط من منطقة حائل ، ويرتفع هذا الجبل أكثر من ( 6000 ) قدم أي ( 2092 ) متر فوق سطح البحر.